# Wilhelm Hollstein
Wilhelm Hollstein (* 30. April 1898 in Berlin; † 12. Juni 1973 in Hannover) war ein deutscher Bodenkundler. Er hat  die klein- und großmaßstäbige Bodenkartierung methodisch weiterentwickelt und eine für die Bundesrepublik Deutschland verbindliche bodenkundliche Kartieranleitung mit erarbeitet.

## Beruflicher Lebensweg
Wilhelm Hollstein, Sohn eines Arztes, begann nach dem Abitur 1917 eine Landwirtschaftslehre, die er jedoch nach mehreren Monaten wegen Einberufung zum Kriegsdienst abbrechen musste. Seit 1919 studierte er Geologie und Mineralogie zunächst an der Humboldt-Universität zu Berlin und ab 1920 an der Westfälischen Wilhelms-Universität in Münster. 1922 promovierte er dort mit einer geologischen Dissertation über den Teutoburger Wald. Anschließend war er kurzzeitig als Bergmann und Geologe in westfälischen Zechen tätig.
Von 1923 bis 1939 arbeitete Hollstein als wissenschaftlicher Assistent an dem von Hermann Stremme geleiteten geologisch-mineralogischen Institut der Technischen Hochschule Danzig. Hier fand er den Weg zur Bodenkunde, insbesondere zur Bodenkartierung. Von 1940 bis 1944 arbeitete er in der Kartierabteilung des Reichsamtes für Bodenforschung in Berlin an der Herstellung von Bodenschätzungskarten. 1945 wertete er an einer Geographischen Forschungsstelle in Kiel Ergebnisse der Bodenschätzung aus – diesmal für wehrgeologische Zwecke im Auftrag der britischen Besatzungsbehörden. Von 1946 bis 1965 war er maßgebender Mitgestalter der neugegründeten Bodenabteilung der Bundesanstalt für Bodenforschung in Hannover und Leiter des entsprechenden Niedersächsischen Landesamtes für Bodenforschung.

## Forschungsleistungen
An der Technischen Hochschule Danzig arbeitete Hollstein zunächst auf den Gebieten der Bodensystematik, der Bodentypenlehre und der regionalen Bodenkunde. Studienreisen durch Deutschland und in europäische Länder erweiterten seine Kenntnisse. Der Bodenkartographie galt dabei sein besonderes Interesse. Maßgebend mitbeteiligt war er bei der Erarbeitung der "Allgemeinen Bodenkarte Europas", die 1927 im Maßstab 1 : 10 000 000 veröffentlicht wurde. Beachtenswert ist seine erstmals 1930 im "Handbuch der Bodenlehre" publizierte "Bodenkarte der Erde" im Maßstab 1 : 125 000 000. Gemeinsam mit Hermann Stremme hat er 1936 die "Bodenkarte des Deutschen Reiches und der Freien Stadt Danzig" im Maßstab 1 : 1 000 000 herausgegeben.
Die starke Inanspruchnahme durch Institutsarbeiten und durch Lehraufgaben war offensichtlich der Grund, dass sich Hollstein erst 1937 an der Technischen Hochschule Danzig habilitierte, und zwar mit der Schrift "Eine Bonitierung der Erde auf landwirtschaftlicher und bodenkundlicher Grundlage". Hier wendet er sich u. a. gegen die einseitige geologische Ausrichtung der Bodenkunde. Ähnliche bodenkundliche Grundsatzfragen behandelt er in seiner 1939 erschienenen Studie "Ernährungskraft und Landschaft ". Seine Tätigkeit am Reichsamt für Bodenforschung in Berlin 1940 bis 1944 wurde durch wiederholte Einberufungen zur Wehrmacht unterbrochen, so dass während dieser Zeit nur wenige Bodenkarten entstanden.
1946 wechselte Hollstein an das neugegründete Amt für Bodenforschung in Hannover, wo er zunächst als einziger beamteter Bodenkundler für das Bundesland Niedersachsen zuständig war. Zu seinen ersten Tätigkeiten gehörte die Erarbeitung einer Bodenübersichtskarte für Niedersachsen im Maßstab 1 : 1 000 000. Daneben entstanden Übersichtskarten für mehrere niedersächsische Landkreise im Maßstab 1 : 200 000. Für die geplante Neuansiedlung von vertriebenen Deutschen im Emsland erhielt Hollstein 1950 den Auftrag, geeignete Bodenkarten herzustellen. Das unter seiner Ägide erarbeitete Kartenwerk mit insgesamt 582 Einzelkarten im Maßstab 1 :5 000 entstand in den Jahren zwischen 1952 und 1962 und wurde zur wichtigsten Planungsgrundlage für die Besiedlung und landwirtschaftliche Nutzung der Moor- und Mineralböden des Emslandes.
In Zusammenarbeit mit Fachkollegen der Bodenkunde hat Hollstein 1963 eine in der Darstellung vorbildliche "Bodenkarte der Bundesrepublik Deutschland " herausgegeben. Maßgebend beteiligt war er auch bei der Erarbeitung eines methodischen Handbuches zur Kartierung von Böden in der Bundesrepublik Deutschland. Unter dem Titel "Bodenkundliche Kartieranleitung" liegt dieses 1965 erstmals erschienene Buch seit 2005 in fünfter Auflage vor.

## Wichtige Publikationen
- Der Teutoburger Wald zwischen Werther und Borgholzhausen. In: Verhandlungen des Naturhistorischen Vereins der preußischen Rheinlande und Westfalens Bd. 80, Bonn 1925. Zugl.: Diss. phil. Univ. Münster (mündl. Prüfung: 22. Juli 1922; offizielles Promotionsdatum: 26. Juni 1926).
- Bodenkarte der Erde. In: Handbuch der Bodenlehre. Herausgegeben von Edwin Blank. J. Springer Verlag Berlin Bd. 3, Berlin 1930, Abschnitt Podsolböden, Tafel III.
- Eine Bonitierung der Erde auf landwirtschaftlicher und bodenkundlicher Grundlage. Petermanns Geographische Mitteilungen, Erg.-H, 234, Gotha 1937.
- Ernährungskraft und Landschaft. In: Petermanns Geographische Mitteilungen Jg. 85, 1939, S. 80–85.
- Landschafts- und Bodengeschichte der Lüneburger Heide. In: Zeitschrift für Pflanzenernährung, Düngung und Bodenkunde Bd. 84, 1959, S. 282–289.
- Bodenkarte der Bundesrepublik Deutschland. Unter Mitarbeit der geologischen Landesämter bearbeitet im Niedersächsischen Landesamt für Bodenforschung. Gesamtbearbeitung: Wilhelm Hollstein. – 1 : 1 000 000. Bundesanstalt für Bodenforschung Hannover 1963. – Dazu: Die Bodenkarte der Bundesrepublik Deutschland. In: Transactions of 7. International Congress of Soil Science, Madison, Wisc., USA, 1960, Bd. 4, S. 71–76. Groningen 1960.
- Bodenkarten und ihre besonderen Darstellungsprobleme. In: Kartographische Nachrichten Bd. 13, 1963, S. 106–110.